# Liste der Ramsar-Gebiete in Mauritius
Die Ramsar-Gebiete in Mauritius sind nach der 1971 beschlossenen Ramsar-Konvention besondere Schutzzonen für natürliche Feuchtgebiete auf dem Territorium des Landes. Sie besitzen gemäß dem Anliegen dieses völkerrechtlichen Vertrags eine hohe Bedeutung und dienen insbesondere dem Erhalt der Lebensräume von Wasser- und Watvögeln. Am 30. Mai 2001 ratifizierte Mauritius als 128. Staat den Vertrag, der mit Wirkung vom 30. September 2001 in Kraft trat.
In Mauritius existieren drei Ramsar-Gebiete (Stand Januar 2022) mit einer Gesamtfläche von 401 Hektar. Als erstes Gebiet wurde das Rivulet Terre Rouge Estuary Bird Sanctuary nahe dem Zentrum der Hauptstadt Port Louis im Nordwesten des Landes ausgewiesen. Die beiden übrigen Gebiete liegen wenige Kilometer voneinander entfernt im Südosten der Insel.

## Liste der Ramsar-Gebiete in Mauritius
| Name des Gebiets                           | Bild                                       | Lage                | Koordinaten                  | Ramsar-Nummer | Größe in ha | Ausweisungs- Datum | Bemerkungen |
| ------------------------------------------ | ------------------------------------------ | ------------------- | ---------------------------- | ------------- | ----------- | ------------------ | --- |
| Rivulet Terre Rouge Estuary Bird Sanctuary | Rivulet Terre Rouge Estuary Bird Sanctuary | Distrikt Port Louis | 20° 8′ 29″ S, 57° 30′ 11″ O  | 1094          | 26          | 30. Mai 2001       | nationaler Status: keiner. Das Gebiet ist das einzige Ramsar-Schutzgebiet innerhalb der Grenzen einer Landeshauptstadt (Port Louis, Stand 2022). Aufgeführt ist es als Ramsar-Feuchtgebietstyp A (Seichtes Meer), F (Ästuar) und G (Intertidaler Schlamm, Sand oder Salzwiesen). Das Gebiet bietet 14 regelmäßig erscheinenden Zugvögeln sowie drei endemischen Pflanzenarten Schutz.                                                              |
| Blue Bay Marine Park                       | Blue Bay Marine Park                       | Distrikt Grand Port | 20° 26′ 41″ S, 57° 42′ 39″ O | 1744          | 353         | 31. Januar 2008    | nationaler Status: Marine Park (Meeresschutzgebiet). Das Gebiet beheimatet 38 verschiedene Korallenarten, darunter als „gefährdet“ klassifizierte Spezies. Daneben wurden im Gebiet 72 Fischarten aus 41 verschiedenen Gattungen registriert, darunter der in Mauritius endemische Mauritius-Anemonenfisch. Außerdem kommen zwei Mangrovenarten vor.                                                                                               |
| Pointe d'Esny Wetland                      | Mangroven im Pointe d'Esny Wetland         | Distrikt Grand Port | 20° 25′ 17″ S, 57° 42′ 51″ O | 1988          | 22          | 6. September 2011  | nationaler Status: keiner. Ein seltenes Beispiel für ein Feuchtgebiet, das durch einen subtropischen Mangrovenwald, Schlickflächen und einen Submangrovengürtel mit pantropischen Küstenpflanzen gekennzeichnet ist. Es handelt sich um ein natürliches Küstenfeuchtgebiet mit geringer Tiefe. Das Schutzgebiet bietet Lebensraum für einige bedrohte Pflanzen und die einheimischen Schmetterlinge Phalanta phalantha und Eurema floricola ceres. |